# Exotec
Exotec (prononcé : /eɡ.zo.tɛk/) (anciennement Exotec Solutions) est une start-up créée en 2015, dont le siège social est situé à Croix dans les Hauts-de-France. L'entreprise française conçoit et développe des solutions  alliant robotique et logiciel permettant d'optimiser la préparation de commande et la logistique pour la grande distribution, l'industrie ou encore le commerce en ligne.

## Histoire
L'entreprise est créée en juin 2015 par Renaud Heitz et Romain Moulin, deux anciens collaborateurs de BA Systèmes. L'année de sa création, Exotec lève 340 000 euros auprès de business angels.
Exotec développe un système de préparation de commande automatisé, lequel comprend une flotte de robots Skypod qui, dotés d'un scanner rotatif à l'avant pour se repérer et se déplacer de manière autonome, peuvent travailler en groupe grâce un logiciel robotique embarqué et un serveur permettant de superviser et orchestrer les actions des robots, baptisé Fleet Control. Ce système s’adresse principalement aux « e-commerçants dans l’univers culturel et de la mode, notamment, mais aussi dans l’alimentaire, et dans le retail, pour livrer les magasins qui n’ont pas de stock », leur permettant de faire baisser les distances parcourues dans les entrepôts par les opérateurs et d'optimiser la vitesse de préparation des commandes.
En décembre 2016, Exotec annonce une seconde levée de fonds de 3,3 millions d’euros auprès des sociétés de gestion 360 Capital Partners, et Breega Capital, ainsi que de ses investisseurs historiques.
Exotec compte parmi ses premiers clients Cdiscount, qui déploie au premier trimestre 2017 dans son entrepôt de Bordeaux le dispositif robotique Skypod développé par la société, composé alors de sept robots pouvant se déplacer à l'horizontale et à la verticale pour reconstituer les commandes,. En novembre 2018, Cdiscount et Exotec reçoivent pour leur collaboration le prix David Avec Goliath, décerné par Raise et Bain & Company
En juin 2018, Exotec réalise un nouveau tour de table de 15 millions d'euros auprès d'Iris Capital, 360 Capital Partners et Breega.
Après avoir démarré sa production sur Lille en 2017, Exotec déménage en décembre dans la ville de Croix sur 1 500 m2 pour y installer deux chaînes de production d'une capacité de 300 robots par an chacune.
En 2019, Exotec signe un accord stratégique avec l'intégrateur de solutions logistiques nord-américain AHS, qui travaille notamment avec Walmart, Ebay, et Sephora. La société est choisie la même année par Uniqlo pour robotiser ses entrepôts.
En septembre 2020, Exotec lève 77 millions d'euros pour accélérer son développement international, notamment au Japon et aux États-Unis,.
En février 2021, Exotec entre au classement Next40.
En janvier 2022, après une levée de fonds de 335 millions de dollars, elle est valorisée à 2 milliards de dollars et devient la 25e licorne française.

### Récapitulatif des levées de fonds
| Tour de Financement | Montant levé     | Investisseurs                                                  |
| ------------------- | ---------------- | -------------------------------------------------------------- |
| Seed                | 1,6 million €    | 360 Capital                                                    |
| Serie A             | 3,3 millions €   | 360 Capital Breega                                             |
| Serie B             | 17,7 millions $  | 360 Capital Breega Iris Capital                                |
| Serie C             | 90,0 millions $  | Dell Technologies Capital Breega Iris Capital 83North          |
| Serie D             | 335,0 millions $ | Goldman Sachs Asset Management Bpifrance Large Venture 83North |

## Développement international
En 2020, l'entreprise française s'implante au Japon afin de robotiser les entrepôts logistique d'Uniqlo après la signature d'un premier partenariat l'année précédente. En 2021, le spécialiste français de la robotique signe son premier contrat aux États-Unis via l'intégrateur AHS.
La même année, Exotec signe également un contrat avec Decathlon au Canada. Afin de soutenir la croissance de son activité, Exotec s'installe à Atlanta en ouvrant des bureaux en mai 2021.

## Logo
Depuis sa création en 2015, le logo d'Exotec a évolué a plusieurs reprises.

Logo Exotec de 2017 à 2019
Logo Exotec depuis 2019
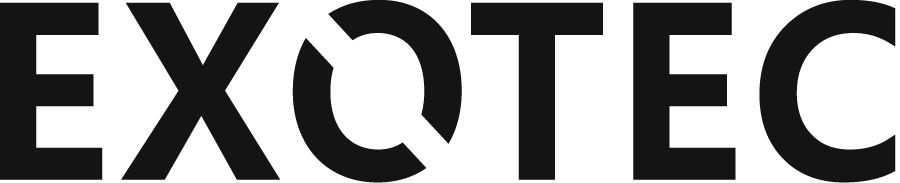
Logo Exotec depuis 2022

Depuis 2017, le logo reprend une typographie unique conçue spécifiquement pour l'occasion.